# كوهناب بالا (غوهران)
کوهناب بالا (بالفارسية: کهناب بالا) هي قرية تقع في إيران في Gowharan Rural District. يقدر عدد سكانها بـ 185 نسمة بحسب إحصاء 2016.